# Platycaedicia dicranocerca
Platycaedicia dicranocerca är en insektsart som beskrevs av Heinrich Hugo Karny 1926. Platycaedicia dicranocerca ingår i släktet Platycaedicia och familjen vårtbitare.

## Underarter
Arten delas in i följande underarter:
- P. d. celebensis
- P. d. dicranocerca